# سرجس برمودي
سرجاس برمودي (الاسم العلمي: Sargassum bermudense) هو نوع من الطلائعيات يتبع جنس السرجاس من فصيلة السرجاسية.